# Kingdome
O Kingdome (oficialmente King County Domed Stadium, também conhecido com The Dome) foi um estádio localizado em Seattle, no estado de Washington, nos Estados Unidos. Foi a casa do time de futebol americano da NFL Seattle Seahawks (1976-1999), do time de baseball da MLB Seattle Mariners (1977-1999) e do time de basquetebol da NBA Seattle SuperSonics (1978-1985).

## História

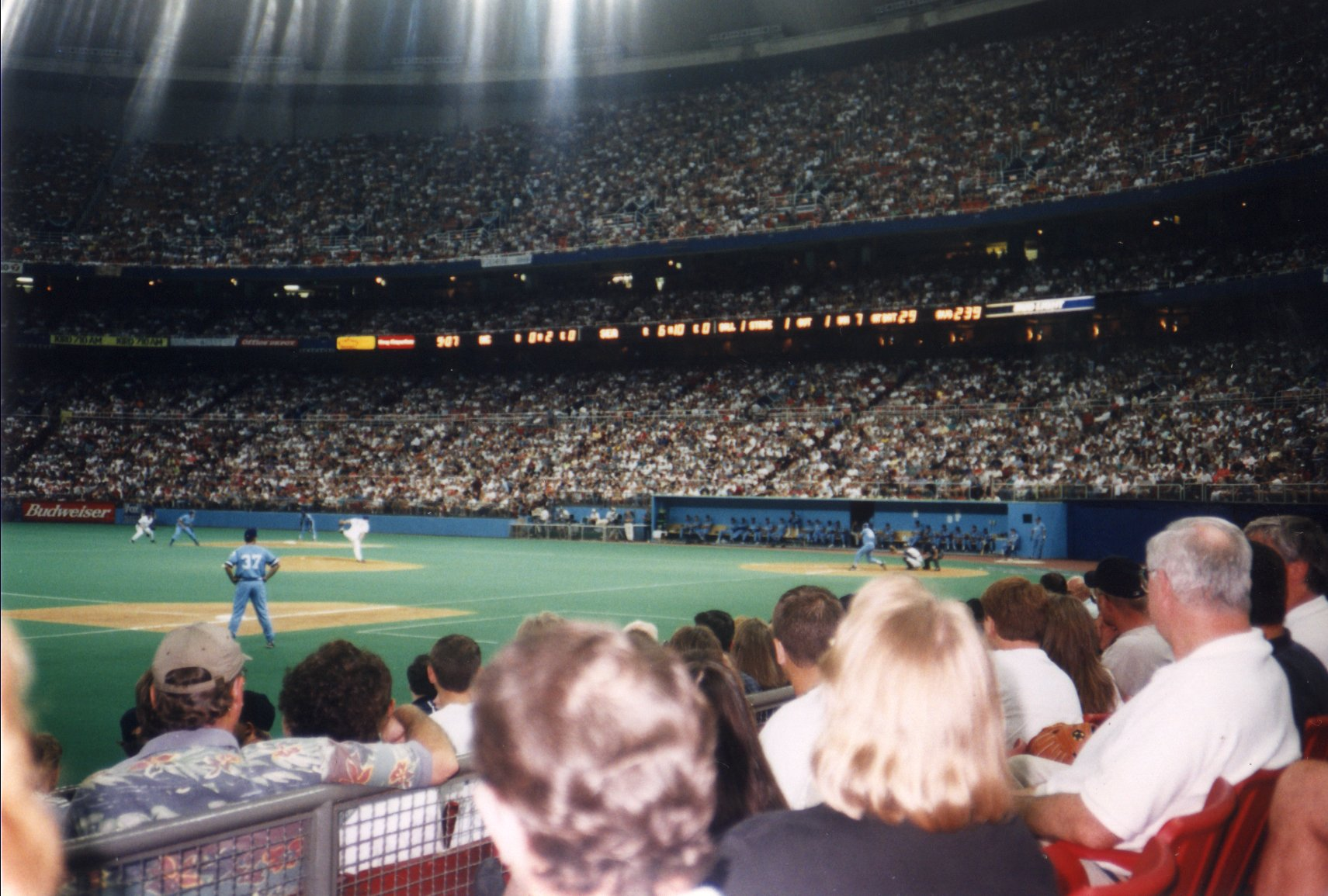
Interior do Kingdome em 1996.

Começou a ser construído em Novembro de 1972, sendo inaugurado em 27 de Março de 1976.
Recebeu o Pro Bowl da NFL de 1977, o All star game da MLB de 1979 e o All Star Game da NBA de 1987 (Único estádio a receber o Três Principais Jogos das Estrelas dos EUA).
Em 1997, os planos para a construção de estádios próprios para os Seahawks e para os Mariners tem início. Os Mariners mudandp-se para o Safeco Field em Julho de 1999 e os Seahawks deixam o estádio em Janeiro de 2000, passando a jogar as temporadas 2000 e 2001 no Husky Stadium.

### Demolição

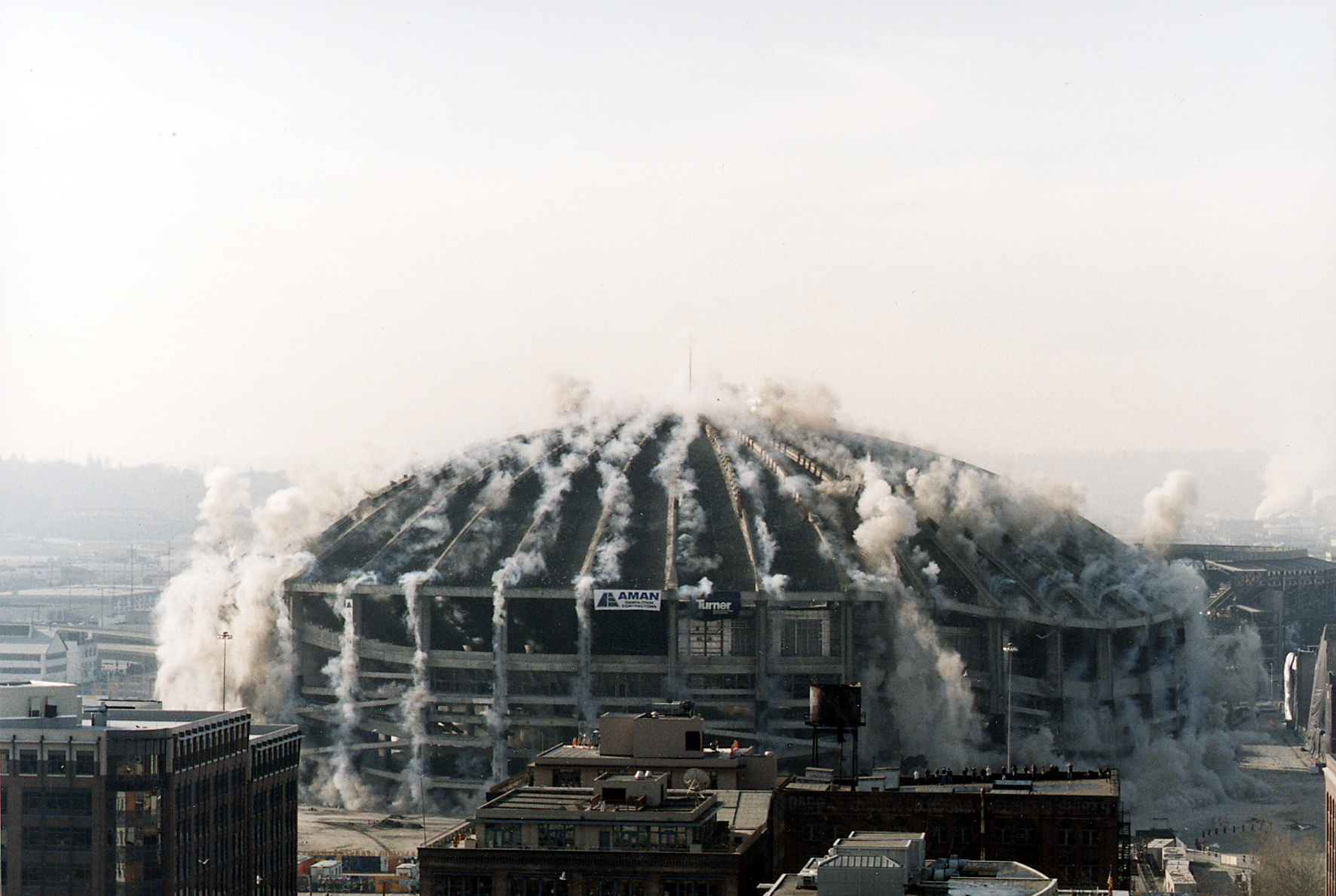
Implosão do Kingdome em março de 2000.

Em 26 de Março de 2000, o Kingdome é implodido. A partir disso, começa a construção do Qwest Field, nova casa do Seattle Seahawks, que seria concluída dois anos depois.